# DTP (Protocolo)
O DTP (Dynamic Trunking Protocol) é um protocolo de rede proprietário desenvolvido pela Cisco Systems que têm como finalidade estabelecer a negociação entre VLANS Trunk, vlans interligadas através de switches. Ele funciona em camada 2 do modelo OSI.As  VLANs formadas usando DTP podem utilizar tanto IEEE 802.1Q ou ISL da Cisco, protocolos de trunking.